# Elaphoglossum boquetense
Elaphoglossum boquetense är en träjonväxtart som beskrevs av John T. Mickel. Elaphoglossum boquetense ingår i släktet Elaphoglossum och familjen Dryopteridaceae. Inga underarter finns listade.